# Roxochampsa
Roxochampsa is een geslacht van uitgestorven Crocodylomorpha uit het Laat-Krijt van Brazilië dat behoort tot de sebecosuchische clade Itasuchidae. De typesoort is Roxochampsa paulistanus.

## Ontdekking en naamgeving
Roxochampsa werd oorspronkelijk beschreven als de nieuwe soort Goniopholis paulistanus in 1936, op basis van twee tanden (DGM 259-R en DGM 258-R) en een scheenbeen (DGM 225-R), allemaal van de Adamantinaformatie van São Paulo in Brazilië, waarnaar de soortaanduiding verwijst. Andrade et alii (2011) verwierpen de plaatsing van de soort in Goniopholis en zagen het als een nomen dubium dat niet nader gedetermineerd kon worden dan Neosuchia. 
André E. Piacentini Pinheiro, Paulo Victor Luiz Gomes da Costa Pereira, Rafael G. de Souza, Arthur S. Brum, Ricardo T. Lopes, Alessandra S. Machado, Lílian P. Bergqvist en Felipe M. Simbras beschreven in 2018 nieuw kaakmateriaal van de Presidente Prudenteformatie van de gemeente Alfredo Marcondes in de staat São Paulo en merkten op dat de tandkronen in het kaakmateriaal morfologisch overeenkwamen met de tanden in de syntype-reeks van Goniopholis paulistanus. Ze richtten het nieuwe geslacht Roxochampsa op voor de soort, waarbij ze respectievelijk DGM 259-R en DGM 258-R als het lectotype en paralectotype aanduiden, terwijl ze het scheenbeen (verzameld op een andere plaats dan de tanden) determineerden als Sebecosuchia indeterminatae. De geslachtsnaam eert de paleontoloog Mathias de Oliveria Roxo die de typesoort Goniopholis paulistanus oorspronkelijk benoemd had en verbindt zijn naam met champsa, volgens Herodotos de Egyptische naam voor een krokodil. De Life Science Identifier van het geslacht is 5A667044-7574-48CF-A547-5B5849436E85.

## Beschrijving
De onderkaak UFRJ-DG 501-R heeft een bewaarde lengte van 207 millimeter. De grootste resten lijken te wijzen op een lichaamslengte van tegen de twee meter.
In 2018 werden enkele unieke afgeleide eigenschappen aangegeven, autapomorfieën. In de onderkaak staan negentien tanden. De laatste twee dentaire tanden staan in groeven in plaats van aparte tandkassen. De voorste en middelste dentaire tanden hebben door denticula golvende hoge verticale richels.

## Fylogenie
Roxochampsa werd in 2018 in een nieuwe klade Itasuchidae geplaatst, in een polytomie of 'kam' met andere itasuchiden.